# Topiło
Topiło – wieś w Polsce położona w województwie podlaskim, w powiecie hajnowskim, w gminie Hajnówka. 
W latach 1975–1998 miejscowość administracyjnie należała do województwa białostockiego.
Topiło położone jest w kompleksie leśnym Puszczy Białowieskiej nad sztucznym zbiornikiem wodnym o tej samej nazwie, na rzece Perebel. Bogactwo flory i fauny tego akwenu sprawiają wrażenie naturalnego jeziora w środku puszczy. Przez środek przecina go grobla, po której biegnie tor kolejki wąskotorowej. 27 maja 1945 roku w Topile-Majdanie (na tzw. „czternastym”) miało miejsce starcie partyzantów szwadronu pod dowództwem Zygmunta Błażejewicza „Zygmunta” z 5 Wileńskiej Brygady AK z obławą NKWD, w trakcie której zginęli „Julek” i „Jastrząb”. W miejscowości znajduje się mogiła poległych.
Topiło było inspiracją dla międzynarodowego sympozjonu artystyczno-programowego Topiło-Utopia którego pierwsza edycja odbyła się w 2002 roku, a przyciągnęła artystów z Francji, Szwecji, Włoch, a nawet z dalekiej Australii.
Według stanu z 31 grudnia 2012 mieszkało tu 46 stałych mieszkańców.
Prawosławni mieszkańcy wsi należą do parafii Wniebowstąpienia Pańskiego w Werstoku, a wierni kościoła rzymskokatolickiego należą do parafii Świętych Cyryla i Metodego w Hajnówce.

## Części wsi
| SIMC    | Nazwa      | Rodzaj    |
| ------- | ---------- | --------- |
| 0030194 | Basen      | część wsi |
| 0030202 | Czternasty | część wsi |
| 0030219 | Grosz      | część wsi |
| 0030225 | Majdan     | część wsi |

## Kolej wąskotorowa
Topiło niegdyś było osadą pracowników leśnych. Podczas I wojny światowej Niemcy uruchomili w puszczy kolejkę wąskotorową – Kolej Leśna Puszczy Białowieskiej – Hajnówka, którą przewozili ścięte drewno. Jezioro służyło do składowania go przez zimę jeszcze w okresie międzywojennym.
Od stacji wyjściowej w Hajnówce Topiło dzieli 11 km. Topiło jest ostatnim przystankiem, dalej tory zostały rozebrane.
Podczas godzinnego postoju kolejki można przejść ścieżką edukacyjną leśnych osobliwości, zobaczyć miniskansen kolejki. W osadzie prowadzona jest działalność agroturystyczna.

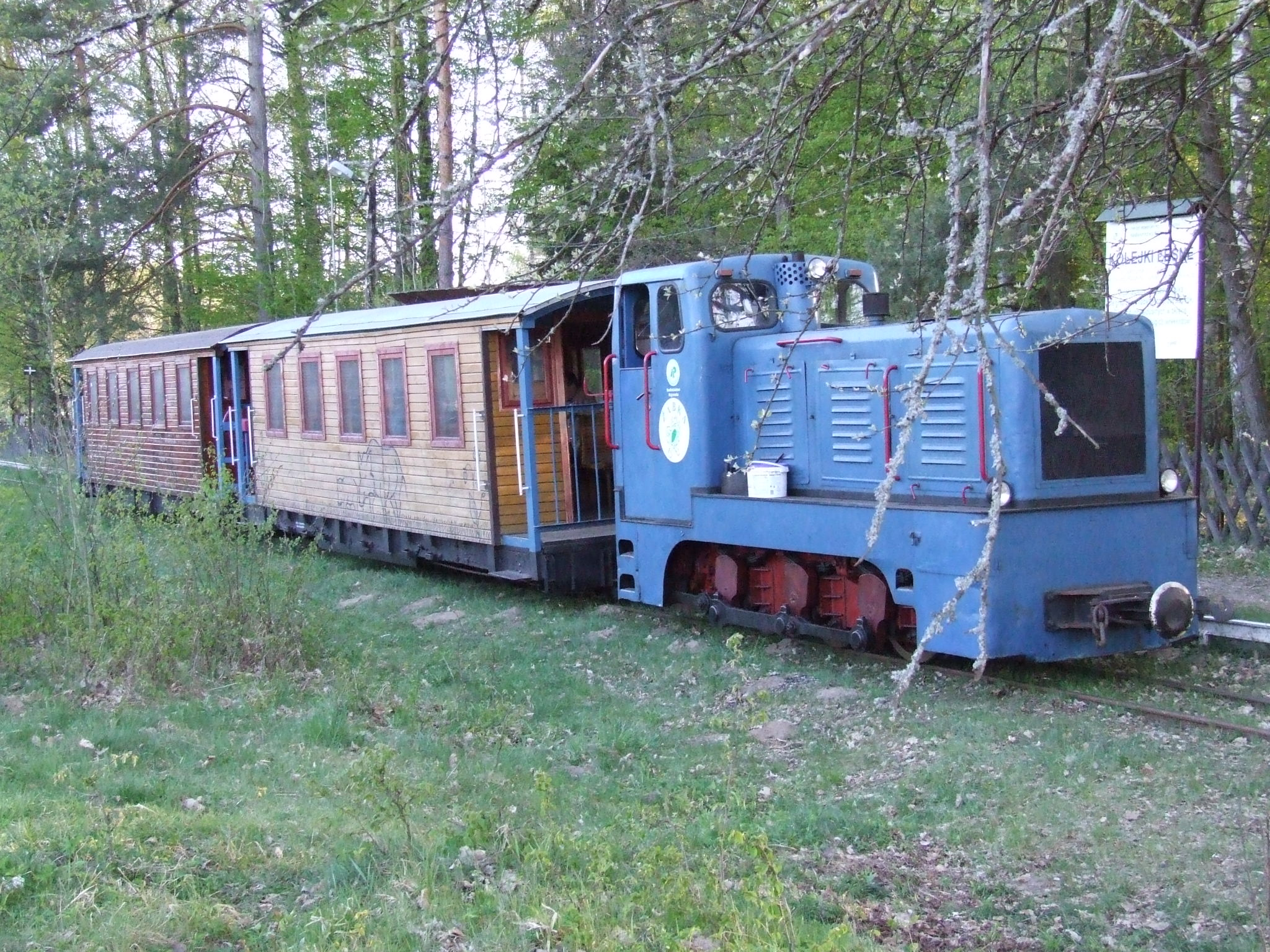
Ostatni przystanek kolejki - Topiło (lokomotywa V10C)
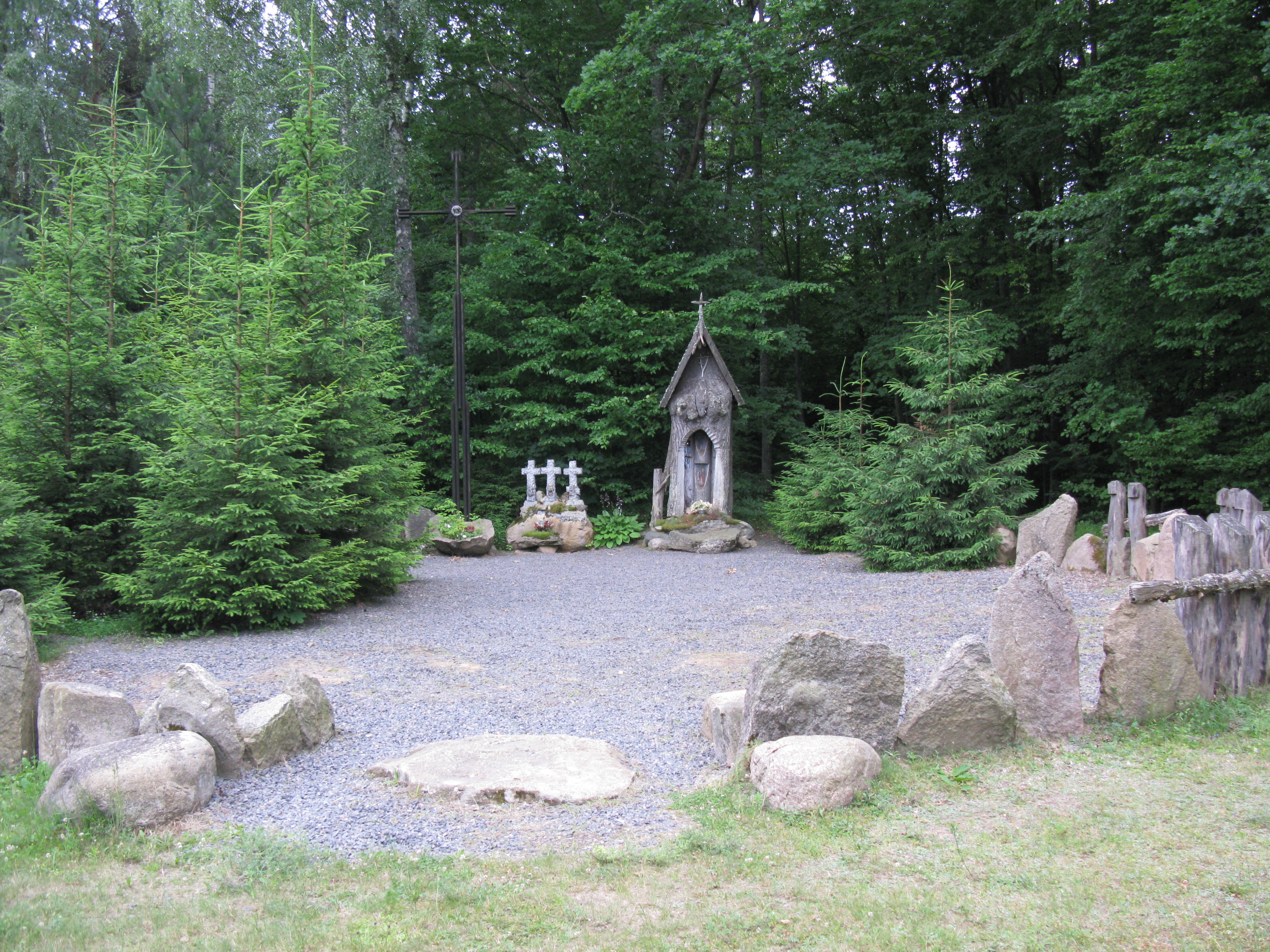
Kapliczka ku czci leśników pomordowanych podczas II wojny światowej
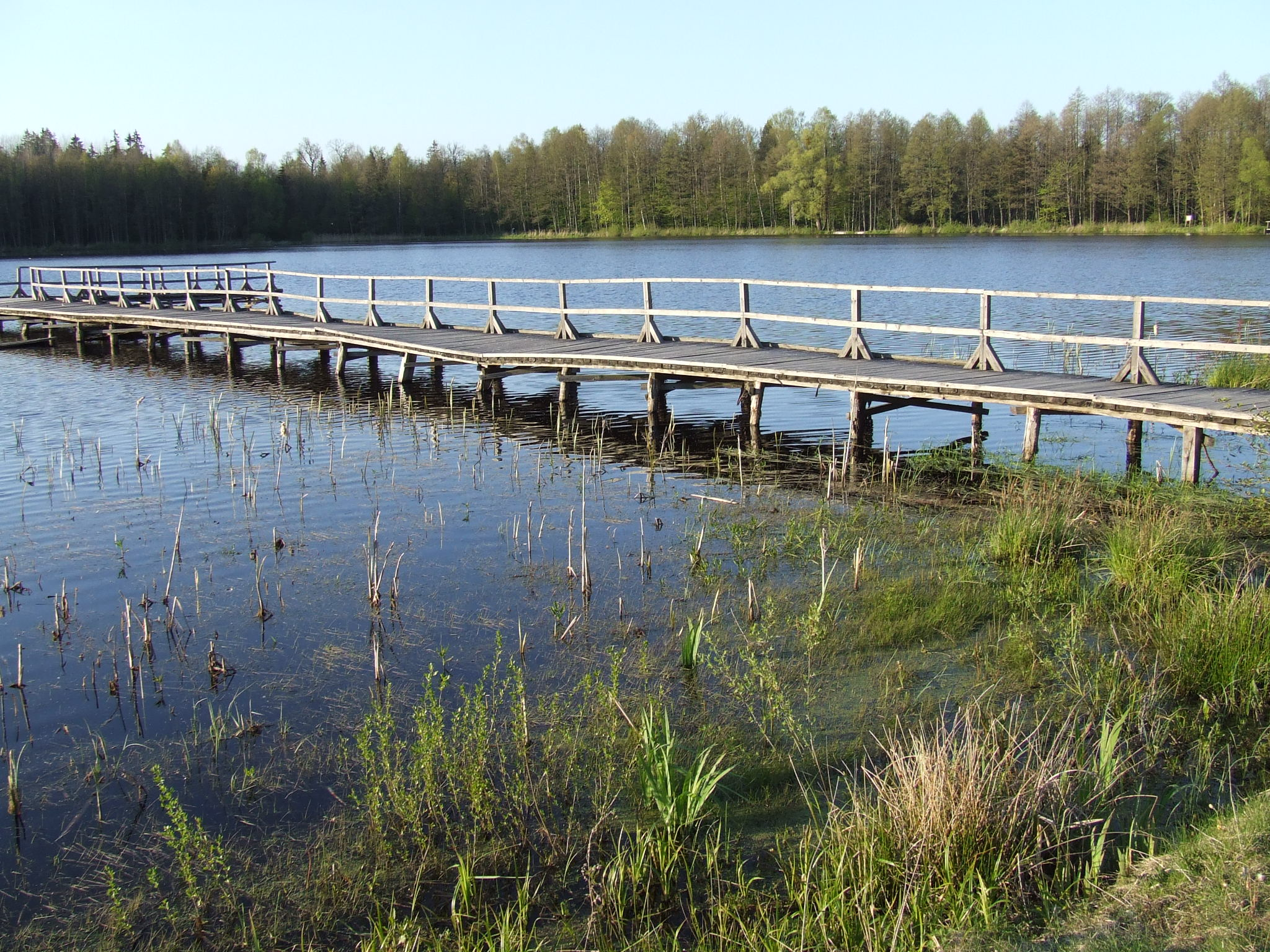
Zalew Topiło